# Skaratki pod Rogóźno
Skaratki pod Rogóźno [pronunciación en polaco: /skaˈratki pɔt rɔˈɡuʑnɔ/] es un pueblo ubicado en el distrito administrativo de Gmina Domaniewice, dentro del condado de Łowicz, Voivodato de Łódź, en el centro de Polonia. Se encuentra a unos 4 kilómetros al norte de Domaniewice, a 12 kilómetros suroeste de Łowicz, y a 37 kilómetros al noreste de la capital regional Łódź.
El pueblo tiene una población de 160 habitantes.